# Albert Stopford
Albert Henry Stopford (16 mai 1860 - 10 février 1939), connu sous le nom de Bertie Stopford, est un antiquaire et marchand d'art britannique spécialisé dans Fabergé et Cartier. C'est un intime des Romanov. Il sauve les bijoux de la Grande-duchesse Marie de Mecklembourg-Schwerin pendant la Révolution russe.

## Biographie

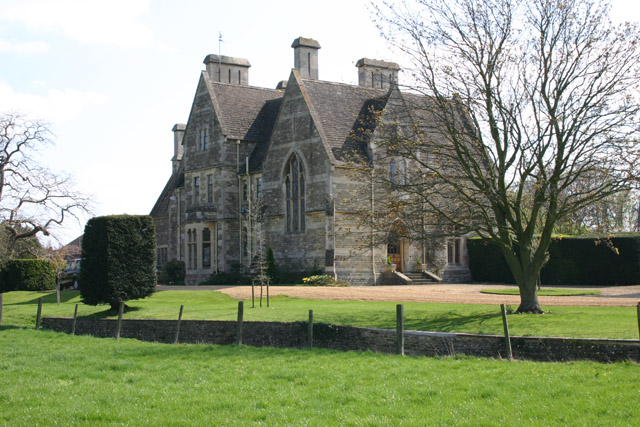
L'ancien presbytère de Titchmarsh

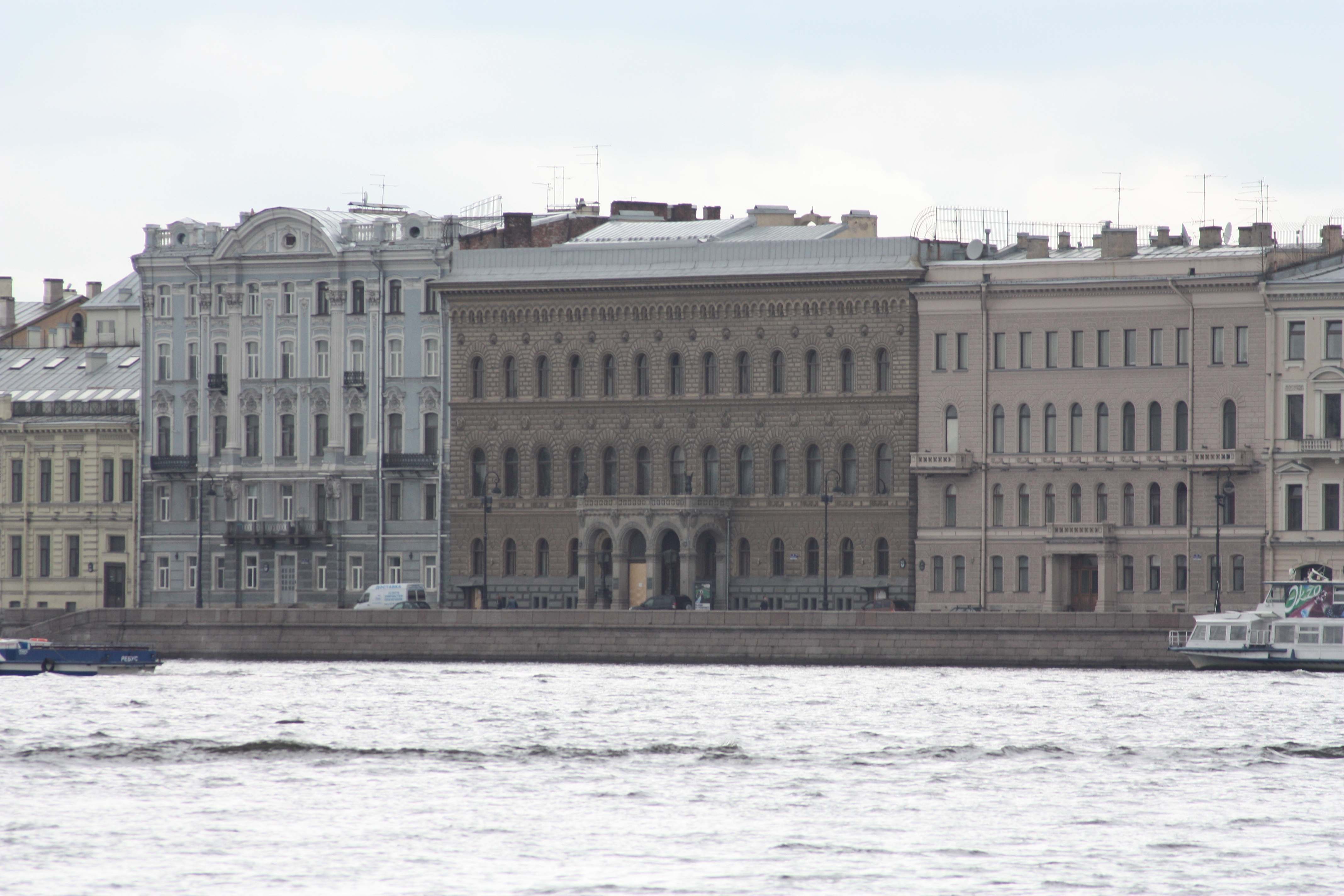
Palais de Vladimir au milieu

Le père de Stopford, le révérend Frederick Manners Stopford, est un petit-fils de James Stopford (3e comte de Courtown). Il est étudiant en arts, et recteur entre 1861 et 1912 à Titchmarsh, Northamptonshire . Il a des liens avec la reine Victoria, le roi Édouard VII et le roi George V. Stopford a pu utiliser ces relations pour devenir un antiquaire de grande renommée.
En novembre 1881, Stopford vit à Belgravia . Vers 1900, il est "le célèbre chef des cotillons " à Londres . En janvier 1901, il vit à Taormine, en Sicile  un lieu tolérant qui attire également Oscar Wilde et Wilhelm von Gloeden. En 1909, Stopford rencontre Félix Ioussoupov, qui lui fait visiter le palais Arkhangelskoye près de Moscou . En mai 1913, il est à Paris ; et à un certain moment à Salsomaggiore Terme, en mars 1914 à Saint-Pétersbourg, en octobre 1914 à Ypres, Belgique.
À un certain moment, Stopford offre au War Office ses services en tant qu'yeux et oreilles à Petrograd . De juillet 1915 à septembre 1917, il séjourne au Grand Hôtel Europe Saint-Pétersbourg, Moscou et Tsarskoïe Selo avec des affaires inconnues. Il se rend au front avec son amie la grande-duchesse, puis à Tbilissi et à Kiev. Trois fois, il retourne en Angleterre pour une courte période, peut-être porteur de lettres. Il est ami avec Serge Obolensky . En avril 1917, il rend visite à la grande-duchesse à Kislovodsk, une station thermale du Caucase du Nord . En juin, il rencontre Félix Ioussoupov à Yalta. En juillet, il lui montre le palais Moika et l'endroit où Raspoutine a été assassiné. En août, Stopford rend à nouveau visite à la grande-duchesse et lui apporte de l'argent caché dans ses chaussures. Elle lui fournit les informations nécessaires sur la façon d'accéder à ses bijoux dans le palais de Vladimir .
En août ou septembre 1917  avec le grand-duc Boris, Stopford fait sortir en contrebande une partie de l'importante collection de bijoux de la grande-duchesse du Palais Vladimir . Fin septembre 1917, il part pour l'Angleterre, via la Suède et Aberdeen, avec un total de 244 objets dans deux sacs Gladstone. Le Vladimir Tiara appartient désormais à la reine Elizabeth II.

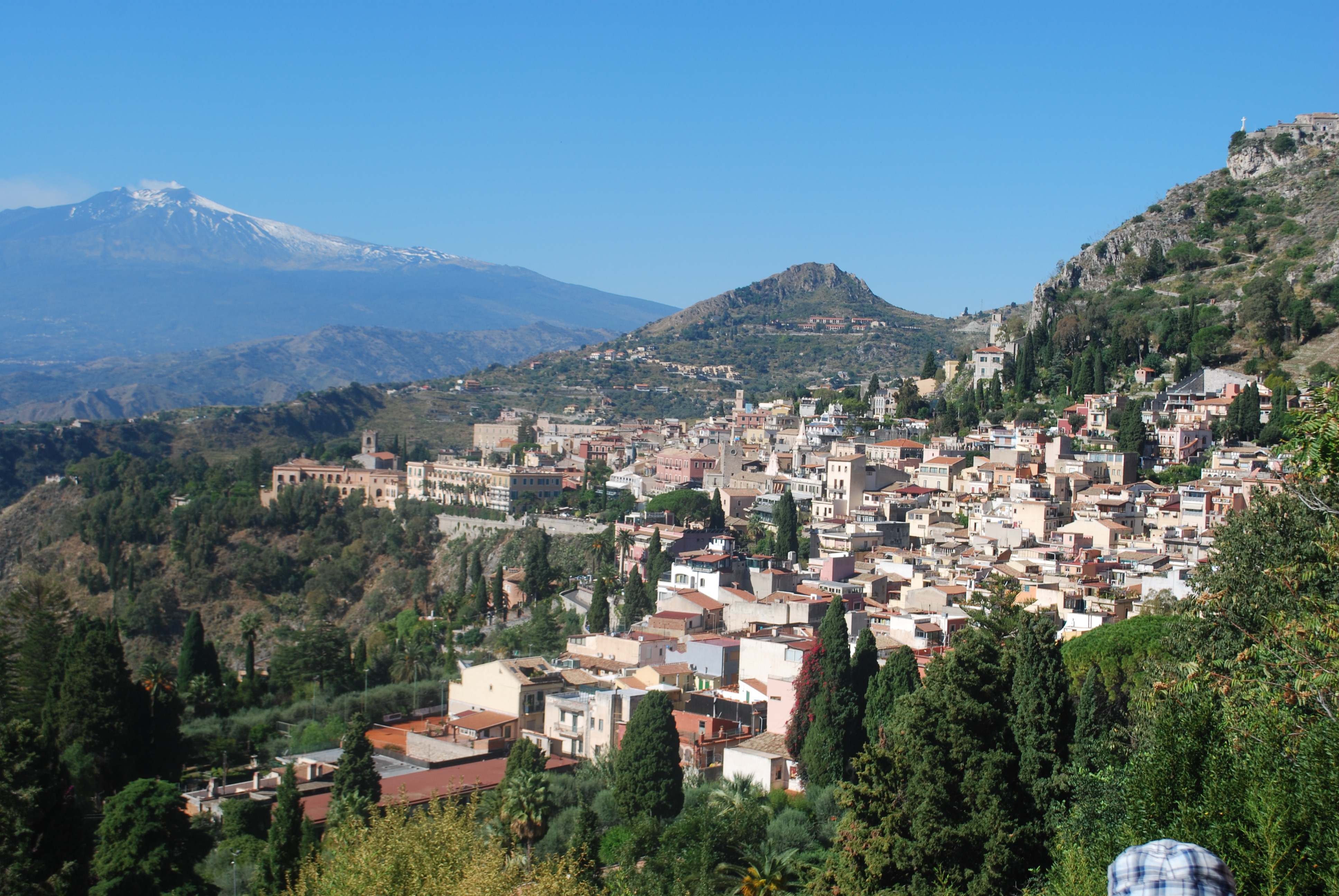
Taormina et l'Etna

Quelques mois après son retour à Londres, il est impliqué dans un scandale homosexuel (pris à Hyde Park) et un procès à l'Old Bailey. Il sert dans Wormwood Scrubs en 1918/1919. C'est probablement là que Stopford écrit une autobiographie, publiée anonymement en 1919 sous le titre The Russian Diary of an Englishman: Petrograd 1915–1917 . Ses entrées détaillent la famille impériale, les hommes politiques russes, la paix offerte par l'Allemagne en décembre 1916, le meurtre de Grigori Raspoutine, le rapport de police officiel, la révolution de février et le gouvernement provisoire russe.
En 1920, Stopford part pour le continent et ne revient jamais en Angleterre. Il est à Venise pour recevoir la duchesse Vladimir, qui s'est échappée de Russie. En 1922, il vit à Taormine,  et est ami avec DH Lawrence, Tennessee Williams, Jean Cocteau et Jean Marais  .
En 1924, il habite le 31, rue de Valois à Paris, selon la liste des Fellows de la Zoological Society of London . Entre 1924 et 1934, il correspond avec Ralph B. Strassburger et pour ce riche homme d'affaires achète probablement des antiquités, maintenant au Winterthur Museum, Delaware .
Stopford est décédé en 1939 et est inhumé au cimetière de Bagneux.

## Sources
- James T. Boulton, The Letters of D. H. Lawrence, Cambridge University Press, 2002 (ISBN 0521007003, lire en ligne)
- Edward Chaney, The Evolution of the Grand Tour: Anglo-Italian Cultural Relations Since the Renaissance, Routledge, 2014 (ISBN 978-1317973676, lire en ligne)
- Julia P. Gelardi, From Splendor to Revolution: The Romanov women, 1847–1928, St. Martin's Press, 2011 (ISBN 978-1429990943, lire en ligne)
- John Curtis Perry et Constantine V. Pleshakov, Flight of the Romanovs: A Family Saga, Basic Books, 2008 (ISBN 978-0786724864, lire en ligne)
- The Russian diary of an Englishman, Petrograd, 1915–1917, Great Britain, Open Library, 1919 (lire en ligne)
- Boris Volodarsky, Stalin's Agent: The Life and Death of Alexander Orlov, Oxford University Press, 2015 (ISBN 978-0199656585, lire en ligne)